# Il giglio
Il giglio (The Lily) è un film muto del 1926 diretto da Victor Schertzinger. Prodotto e distribuito dalla Fox Film Corporation, aveva come interpreti Belle Bennett, Ian Keith, Reata Hoyt, Barry Norton, John St. Polis, Richard Tucker, Gertrude Short, James A. Marcus, Lydia Yeamans Titus, Tom Ricketts.
La sceneggiatura di Eve Unsell si basa su The Lily, lavoro teatrale di David Belasco, presentato a Broadway il 9 dicembre 1923, che era l'adattamento inglese della commedia francese Le Lys di Pierre Wolff e Gaston Leroux (Parigi, 18 dicembre 1908).

## Trama
Per i suoi interessi egoistici, il conte di Maigny costringe Odette, una delle sue figlie, a rinunciare all'uomo che ama. La giovane accetta il suo destino ma vorrebbe evitare che la sorella Christiane subisse la medesima sorte infelice. Poiché la ragazza è innamorata di Arnaud, un artista sposato, la sua relazione con lui incide in maniera sfavorevole sul rapporto tra il fratello Max e la ricca ereditiera che lui sta corteggiando. Il conte è furioso con Christiane, mentre Odette si indigna perché il padre ha impegnato i mobili di casa per mantenere nel lusso la propria amante. Quando la moglie di Arnaud finalmente accetta di divorziare, Christiane può finalmente sposare l'uomo amato. Anche Odette trova la felicità insieme all'avvocato di famiglia che l'ha amata per anni mentre il conte de Maigny si consola tra le braccia della sua amante.

## Produzione
Il film fu prodotto dalla Fox Film Corporation.

## Distribuzione
Il copyright del film, richiesto da William Fox, fu registrato il 26 settembre 1926 con il numero LP23150.

Distribuito dalla Fox Film Corporation, il film uscì nelle sale cinematografiche statunitensi il 3 ottobre 1926. A Londra, il film fu presentato l'8 ottobre 1926 uscendo nelle sale britanniche l'11 aprile 1927 distribuito dalla Fox Film Company.
In Italia venne distribuito dalla Fox con il visto di censura numero 24083 del 31 marzo 1928.
Non si conoscono copie ancora esistenti della pellicola che viene considerata presumibilmente perduta.